# Huelga de Alemania Oriental de 1949
El 21 de mayo de 1949, la Unabhängige Gewerkschaftsopposition (de) (UGO) y los Ferrocarriles Estatales de Alemania Oriental en los sectores occidentales llamaron a la huelga para exigir el pago en marcos occidentales en lugar de en marcos orientales. En la huelga participaron unos 13.000 ferroviarios residentes en Berlín Occidental.